# Atlanta Dream
De Atlanta Dream is een Amerikaanse basketbalvrouwenploeg uit Atlanta die meedraait in de WNBA (Women's National Basketball Association). Het team werd opgericht in 2007 door eigenaar J. Ronald Terwilliger.
De mannelijke tegenhanger van de ploeg is Atlanta Hawks. 

## Erelijst
Conference Championships:
- 2010 Eastern Conference Champions
- 2011 Eastern Conference Champions
- 2013 Eastern Conference Champions

## Bekende (oud-)spelers
- Angel McCoughtry (2009-2019)
- Glory Johnson (2020)
- DeLisha Milton-Jones (2014-2015)
- Michelle Snow (2009)
- Céline Dumerc (2014)
- Sancho Lyttle (2009-2017)
- Alena Levtsjanka (2010, 2012)